# Herbert W. Ladd
Herbert Warren Ladd, född 15 oktober 1843, död 29 november 1913, var en amerikansk politiker och guvernör i Rhode Island i två mandatperioder: 1889-90 och 1891-92.

## Tidigt liv
Ladd föddes i New Bedford, Bristol County, Massachusetts.
Han var medlem av frimurarorden.

## Politisk karriär
Ladd var medlem av Republikanerna. Han efterträdde sin partikamrat Royal C. Taft som guvernör i Rhode Island den 28 maj 1889. Efter ett år förlorade han nästa guvernörsval mot demokraten John W. Davis och slutade den 27 maj 1890. Han återkom dock året därpå och var så guvernör även från den 26 maj 1891 till den 31 maj 1892. Han efterträddes av republikanen D. Russell Brown.

## Eftermäle
År 1891 donerade Ladd ett astronomiskt observatorium till Brown University i Providence, Rhode Island. Observatoriet fick namnet Ladd Observatory efter honom. Vid invigningen berättade han att han hade blivit intresserad av Brown University när han hade bosatt sig i Rhode Island, och vid middagen för tidigare studenter frågade han vad universitetet var i störst behov av, och fick till svar "ett observatorium". Han bestämde sig då för att donera medel till det.
The Ladd Laboratory, en agronomisk forskningsinstitution grundad vid University of Rhode Island 1891, fick också namn efter honom. Han stod också bakom början på byggandet av Rhode Island State House, som stod färdigt 1904.
Han avled den 29 november 1913 och begravdes på Swan Point Cemetery i Providence, Rhode Island.